# Макмиллен, Уолтер
Уо́лтер С. Макми́ллен (англ. Walter S. McMillen; 24 ноября 1913 — 11 мая 1987) — североирландский футболист, хавбек. Наиболее известен по выступлениям за ряд английских и североирландских клубов, а также за национальную сборную Ирландии в 1930-е годы. Характеризовался как «образцовый хавбек с отличным контролем мяча, продуманными передачами, который переигрывал соперников упреждающими и точно рассчитанными действиями», а также  «тихий и скромный человек».

## Клубная карьера
Уолтер Макмиллен родился в Белфасте, где начал играть в футбол за местные команды. Сезон 1931/32 провёл в «Дистиллери» в качестве любителя. В сезоне 1932/33 в качестве любителя выступал за «Клифтонвилл». В начале 1933 года вёл переговоры с лондонским «Арсеналом», даже тренировался с клубом, но сделка по его переходу сорвалась, и в августе 1933 года он стал игроком «Манчестер Юнайтед».
Дебютировал в основном составе «Юнайтед» 16 сентября 1933 года в матче Второго дивизиона против «Брентфорда» на стадионе «Гриффин Парк». В сезоне 1933/34 помог своей команде избежать вылета в Третий дивизион, сыграв 25 матчей и забив 1 мяч (в игре против «Порт Вейла» 14 апреля 1934 года).
В сезоне 1934/35 провёл за «Юнайтед» только 4 матча. В последний раз сыграл за клуб 27 марта 1935 года в матче против «Бернли» на стадионе «Олд Траффорд», отметившись забитым мячом. Впоследствии в основном составе команды не появлялся, выступая за резервный состав более полутора лет, пока не покинул команду в декабре 1936 года, став игроком «Честерфилда». Всего провёл за «Юнайтед» 29 матчей и забил 2 мяча.
В «Честерфилде» Макмиллен выступал на позиции атакующего крайнего хавбека. В сезоне 1937/38 забил за клуб 10 мячей, включая гол в ворота своего бывшего клуба «Манчестер Юнайтед» 13 ноября 1937 года, в котором «Юнайтед» разгромил «Честерфилд» со счётом 7:1. В том же сезоне он стал первым игроком в истории «Честерфилда», вызванным в национальную сборную.
В мае 1939 года покинул «Честерфилд», став игроком лондонского «Миллуолла», однако вскоре все турниры в Англии были отменены в связи с началом войны. После этого он вернулся в Ирландию, где работал электриком, параллельно выступая в военных футбольных турнирах за ряд клубов из Белфаста, включая «Гленторан», «Линфилд» и «Белфаст Селтик». После окончания войны вернулся в Лондон, где продолжил играть за «Миллуолл» вплоть до 1950 года.
В дальнейшем выступал за «Тонбридж» и другие клубы из низших дивизионов, после чего вернулся в свой родной Ольстер.

## Карьера в сборной
14 октября 1933 года дебютировал в составе сборной Ирландии в матче против Англии на «Уиндзор Парк».
Всего провёл за сборную 7 матчей (2 победы, 1 ничья, 4 поражения). Самым известным из них стал матч против Шотландии 20 октября 1934 года, в котором вратарь ирландцев Элайша Скотт получил травму в первом тайме и был доставлен в больницу с травмой руки. Его место в воротах во втором тайме занял Уолтер Макмиллен. Комментаторы заметили по этому поводу: «он отлично сыграл на позиции Скотта... сделав несколько блистательных сейвов». Ирландцы даже вдесятером (замены на тот момент не были предусмотрены) с Макмилленом в воротах одержали победу над шотландцами со счётом 2:1.

## Достижения
Клифтонвилл
- Обладатель Золотого кубка[англ.]: 1932/33

 Гленторан
- Обладатель Кубка графства Антрим[англ.] (2): 1939/40, 1940/41

 Линфилд
- Чемпион Северной региональной лиги: 1942/43